# Eßlingen (Tuttlingen)
Eßlingen ist ein Stadtteil von Tuttlingen im baden-württembergischen Landkreis Tuttlingen.

## Geographie
Eßlingen liegt im Krähenbachtal und hat eine Gemarkungsfläche von 674 Hektar. Der Flachhans bildet mit 927,4 m ü. NHN den höchsten Punkt der Gesamtgemarkung Tuttlingen.

## Geschichte
Eßlingen begegnet uns erstmals 1225 als Ezze Linga und 1275 als Ezzelingen in alten Urkunden. Der Ortsname leitet sich wohl von einem gewissen Ezzilo ab, der sich mit seinen Familienangehörigen und mit Unfreien im Laufe des frühen Mittelalters hier niederließ. Eßlingen und Möhringen an der Donau waren über die Jahrhunderte hinweg miteinander verbunden. Zusammen mit Ippingen bildete Eßlingen die Herrschaft Möhringen, die 1520 fürstenbergisch wurde.
Eßlingen fiel 1806 an das Großherzogtum Baden. Es gehörte anfänglich zum Bezirksamt Möhringen und nach dessen Auflösung 1844 zu Donaueschingen. Bis zur Verwaltungsreform in den 1970er Jahren gehörte Eßlingen und Möhringen zum Landkreis Donaueschingen.
Am 1. Juni 1972 trat die selbständige Gemeinde Eßlingen der Stadt Tuttlingen als erster Stadtteil bei. Da Eßlingen keine Grenze zu Tuttlingen besitzt, ist so für ein halbes Jahr die Besonderheit eines unverbundenen Gemeindegebietes entstanden.

## Einwohnerentwicklung
Die Einwohnerzahl Eßlingens beträgt 386 Personen (Stand: 30. Oktober 2022).
| Jahr | Einwohner |
| ---- | --------- |
| 1939 | 239       |
| 1950 | 233       |
| 1961 | 260       |
| 1970 | 293       |
| 1987 | 341       |
| 2000 | 374       |
| 2004 | 376       |
| 2009 | 391       |
| 2013 | 375       |
| 2019 | 373       |
| 2022 | 386       |

## Wappen und Banner
| | Blasonierung: „In Silber (Weiß) mit blauem Wolkenbord ein geschliffener schwarzer Stern.“ |
| Wappenbegründung: Das 1898 vom badischen Staatsarchiv entworfene Wappen bezieht sich auf die früheren Herrschaften der Gemeinde. Der Wolkenbord entstammt dem Wappen der Fürsten von Fürstenberg. Der Stern entstammt dem Wappen von Hans Amstad zu Randegg, der zunächst über das Gebiet herrschte. |                                                                                           |

„Das Banner ist blau-gelb längsgestreift mit dem aufgelegten Wappen in der Mitte.“

## Sehenswürdigkeiten
Mit dem Pfarrschöpfle, dem Pfarrhaus, der Pfarrscheuer und der St.-Jakobus-Kirche besitzt Eßlingen ein harmonisches Vierergestirn im Ortskern.

### St.-Jakobus-Kirche
Die katholische Pfarrkirche St. Jakobus in Eßlingen wurde 1589 (siehe Schlussstein im Chorgewölbe) an der Stelle einer wohl kleineren Vorgängerkirche errichtet, von der bislang keine Dokumente vorhanden sind. Bei Heizungsschachtaushüben im westlichen Kirchenschiff wurden zahlreiche Skelettreste ausgegraben, woraus man schließen kann, dass der erweiterte Kirchenbau sich auf das ehemalige Friedhofsgelände ausdehnte. Das Patronatsrecht über die Kirche hatten im 16./17. Jahrhundert die Grafen von Fürstenberg inne. Das Wappen der Familie von Hornstein (Kuhkopf mit heraushängender Zunge) im westlichen Schlussstein ist vermutlich in Verbindung mit einer Stiftung zu sehen. Es handelt sich um das Wappen der Reichsgrafen von Sandizell (Adelsgeschlecht) aus Bayern. Nachfragen bei der Familie von Hornstein in Binningen ergaben, dass dieses Geschlecht ausgestorben ist. Eine derer von Sandizell hat in der Zeit von 1785 bis 1855 gelebt und war mit einem von Hornstein verheiratet. Es ist anzunehmen, dass beim Bau der jetzigen Kirche die Familie Sandizell-Hornstein eine größere Spende eingebracht hat und dass diese in enger Verbindung zum Hause Fürstenberg standen.
Als Aufbau der jetzigen Sakristeiumfassungsmauern war mit großer Wahrscheinlichkeit ein Glockenturmaufbau vorhanden, der erst im Rahmen der umfassenden Umbauarbeiten in der zweiten Hälfte des 19. Jahrhunderts oder wegen Baufälligkeit schon früher, bis auf die jetzigen Ausmaße des Sakristeiraumes mit Kreuzgewölbe, abgetragen wurde. Eine sehr alte, in der Pfarrscheuer aufbewahrte Glocke, die für einen kleinen Dachreiter zu groß und zu schwer ist, bekräftigt diese Vermutung. Während der Putzkonsolidierungsarbeiten an der Nordwand des Chorraumes im Bereich der unteren Hälfte der St. Andreas- und St. Jakobusdarstellung fand sich unter dem Putz von 1589 ein Sandsteinfenstergewölbe. Dieses bereits 1589 zugemauerte Fenster diente vermutlich zur Belichtung des Turmraumes im Bereich des jetzigen Sakristeiraumes. Es lässt sich daraus schließen, dass während des Kirchenneubaues von 1589, der alte proportionell wohl etwas zurückgesetzte Turm der Vorgängerkirche mit eingebunden wurde. Das demnach wesentlich höhere Alter dieses Bauwerkes führte demnach auch zu einer früheren Baufälligkeit. Die Ostfensteröffnung in der Sakristei in den jetzigen Ausmaßen dürfte erst im 18. Jahrhundert vergrößert worden sein. Während der Putzausbesserungen in diesem Bereich konnte beobachtet werden, dass die Fensteröffnung nicht ursprünglich ist, sondern erst später ausgebrochen wurde. Die nördliche Chorwand stellt die baugeschichtlich interessanteste Wand dar. Neben Baugeschichtlichen Belegstücken ist sie auch reichhaltig mit Fresco-Secco-Malereien aus dem ausgehenden 16. Jahrhundert und einer zusätzlichen Dekorationsmalerei Ende 17./Anfang 18. Jahrhundert ausgemalt. Vermutlich Heiligendarstellungen mit Spruchbändern. Das Fragment eines Spruchbandes in der westlichen Ecke zum Chorbogen – untere Hälfte der St. Wendelindarstellung- wurde sichtbar.
Entgegen den überlieferten Aussagen wurde das Kirchenschiff während der Renovierung in der zweiten Hälfte des 19. Jahrhunderts nach Westen hin nicht erweitert. Nur der Westgiebel wurde im Stil der Zeit erneuert, um den neuen Dachreiter-Glockenturm und die nach Osten erweiterte Empore statisch abzusichern. An den Mensen der Seitenaltäre ist deutlich ablesbar, welche Breite die verschollenen Seitenaltäre des 16. Jahrhunderts hatten. Beim linken Seitenaltar fand sich hinter der hölzernen Antipendiumsverschalung von ca. 1774 eine mittig angeordnete, quadratische Marmorimitation. Die Seitenaltaraufbauten wurden im Jahre 1712 gefertigt. Die belegt eine aufgemalte Jahreszahl auf der Rückseite des linken Seitenaltars.
Der Taufstein in der frühbarocken Innenarchitektur befand sich an der erweiterten südlichen Stirnwand des rechten Seitenaltars. An dieser Stelle ist noch die Einbaunische vorhanden. Das Unterteil dieses Taufsteines aus dem 16. Jahrhundert wurde bei dem erneuerten Taufbecken von 1774 wieder verwendet.

### Weitere Sehenswürdigkeiten
- Pfarrhaus
- Pfarrscheuer
- Pfarrschöpfle
- Alte Schule (Kindergarten)
- Gasthaus Adler (geschlossen)
- Heusackhütte
- Narrenzunfthäusle

## Verkehr
Eßlingen besitzt keinen Bahnanschluss, ist aber mit Buslinien an Tuttlingen und Schwenningen angeschlossen. Die nächstgelegenen Bahnanschlüsse sind der Bahnhof Tuttlingen sowie die Haltepunkte des Ringzugs in Wurmlingen und Möhringen. 1986 wurde eine Ortsumgehung (Bundesstraße 523) als Zubringer zur A 81 gebaut.

## Öffentliche Einrichtungen
1985/86 Umbau der Pfarrscheuer zu einem Gemeindezentrum im Rahmen des Dorfentwicklungsprogramms.